# Како су козаци мускетарима помогли
Како су козаци мускетарима помогли је 6. епизода цртаног филма Козаци. Снимљена је 1979. године. Режисер је био Владимир Дахно.